# Jurij Kondratiuk
Jurij Wasiljewicz Kondratiuk (ros. Юрий Васильевич Кондратюк; prawdziwe nazwisko: Aleksandr Ignatiewicz Szargiej, ros. Александр Игнатьевич Шаргей, ukr. Олександр Гнатович Шаргей, Ołeksandr Hnatowycz Szarhej, ur. 9 czerwca?/21 czerwca 1897 w Połtawie, zm. luty 1942) – ukraiński radziecki inżynier. Był pionierem astronautyki i lotów kosmicznych, teoretykiem i wizjonerem, który na początku XX wieku opracował manewr spotkania na orbicie księżycowej, kluczowy dla lądowania i powrotu statku lecącego z Ziemi na Księżyc. Manewr ten został później wykorzystany w Programie Apollo, pierwszym udanym programie załogowych lotów na Księżyc. Jego prace obejmują wiele innych aspektów lotów kosmicznych i eksploracji kosmosu.
„Jurij Kondratiuk” to fałszywa tożsamość, pod którą autor ukrywał się po rewolucji rosyjskiej i stał się znany społeczności naukowej.

## Biografia i badania

### Rodzina i młodość
Kondratiuk urodził się jako Aleksandr Ignatiewicz Szargiej w 1897 roku w Połtawie w Cesarstwie Rosyjskim (obecnie Ukraina), chociaż jego rodzina początkowo mieszkała w Kijowie. Jego ojciec, pochodzący z żydowskiej rodziny Ignatij Bieniediktowicz Szargiej, studiował fizykę i matematykę na Uniwersytecie Kijowskim w czasie swojego małżeństwa. Matka Kondratiuka, Ludmiła Lwowna Schlippenbach uczyła francuskiego w szkole w Kijowie i musiała być już w ciąży, kiedy wyszła za mąż w styczniu 1897 roku.  Dwa miesiące później brała udział w demonstracji w Kijowie po samospaleniu działaczki prodemokratycznej Marii Wietrowej i została aresztowana. Nie jest pewne, czy to warunki uwięzienia czy dziedziczna podatność nadwerężyły jej stan psychiczny; kiedy syn miał pięć lat została na stałe umieszczona w zakładzie dla umysłowo chorych, gdzie zmarła około 1910 roku. Ojciec Aleksandra porzucił rodzinę, wyjechał na dalsze studia i także zmarł w 1910 roku.
Młody Szargiej wychowywał się z babcią i jej mężem w Połtawie. W latach 1910–1916 uczył się w drugim połtawskim gimnazjum męskim, które ukończył uzyskując srebrny medal za biegłość. Szargiej był zafascynowany książkami ojca na temat fizyki i matematyki, i wykazywał się dużymi umiejętnościami w tych dziedzinach; już w szkole średniej zainteresowała go problematyka lotów międzyplanetarnych.

### Szkoła wyższa i I wojna światowa
Szargiej zapisał się w 1916 na wydział mechaniczny Politechniki w Piotrogrodzie. Z wybuchem I wojny światowej został powołany do wojska i ukończył tam szkołę oficerów. Podczas służby wojskowej na Froncie Kaukaskim Szargiej wypełnił cztery zeszyty swoimi pomysłami na lot międzyplanetarny. Obejmowały one plan użycia modułowego statku kosmicznego do osiągnięcia Księżyca, pozostawienie sekcji napędowej pojazdu na orbicie, podczas gdy mniejszy lądownik podróżował na powierzchnię i z powrotem (taka strategia została ostatecznie przyjęta przez inżynierów programu Apollo). Zawarł tam także szczegółowe obliczenia trajektorii przeniesienia statku kosmicznego z orbity okołoziemskiej na orbitę okołoksiężycową i z powrotem, która bywa nazywana współcześnie „pętlą Kondratiuka”.

### Pierwsze lata pod władzą radziecką
Po rewolucji październikowej został zdemobilizowany, ale podczas powrotu do Połtawy zmuszono go do dołączenia do Białej Gwardii w wojnie domowej w Rosji, skąd przy pierwszej okazji zdezerterował; w 1919 został ponownie wcielony do Armii Denikina, z której zbiegł, tracąc przy tym dokumenty. Starał się utrzymać w Połtawie jako palacz kotłowy. Jako carski oficer był narażony na ryzyko aresztowania przez władze bolszewickie jako wróg ludu. Rodzina zdobyła dla niego sfałszowane dokumenty na nazwisko Jurija Wasiljewicza Kondratiuka, urodzonego w Łucku w 1900 r. (który w rzeczywistości zmarł na gruźlicę w 1921 r.). W 1922 roku próbował zbiec przez granicę z Polską, ale został zatrzymany i zawrócony przez straż graniczną. Ze względu na dziwaczny strój i ekwipunek strażnicy uznali go za szalonego, albo rozpoznali u niego wczesne objawy tyfusu. Powrócił do zdrowia z pomocą sąsiada, po czym opuścił rodzinne strony. Pod nową tożsamością Kondratiuk pracował na Kubaniu i Przedkaukaziu jako mechanik i pracownik kolei. Osiadł w Nowosybirsku na Syberii w 1927 roku.

### Pierwsza książka, prace inżynierskie i uwięzienie
Pracując jako mechanik, Kondratiuk ukończył rękopis książki pod tytułem Podbój przestrzeni międzyplanetarnej, poruszającej ruch rakiety i kwestie związane z kolonizacją kosmosu. Zasugerował tam użycie trajektorii procy grawitacyjnej do przyspieszenia statku kosmicznego. W 1925 roku Kondratiuk korespondował z moskiewskim inżynierem Władimirem Wietczinkinem i przysłał mu rękopis. Do tego czasu jego prace pozostawały nieznane w środowisku inżynierów rakietowych. Chociaż książka została entuzjastycznie przyjęta przez środowisko moskiewskie, żaden z wydawców nie chciał wydać takiej pracy. W końcu Kondratiuk zapłacił drukarni w Nowosybirsku za druk 2000 egzemplarzy 72-stronicowego dzieła, a nawet wtedy musiał samodzielnie wykonać skład i obsługę prasy, zarówno w celu zaoszczędzenia kosztów, ale również dlatego, że równania w książce stwarzały problemy dla drukarza. Kondratiuk dokonał swoich odkryć niezależnie od Konstantina Ciołkowskiego, który w tym samym czasie także pracował nad problematyką lotów kosmicznych; ci badacze nigdy się nie spotkali, ale wymieniali korespondencję.
Wykorzystując swoje umiejętności inżynieryjne do rozwiązywania lokalnych problemów, Kondratiuk zaprojektował w Kamieniu nad Obem ogromny spichlerz o pojemności 10 000 ton (szybko nazywany „Mastodont”), zbudowany z drewna bez użycia gwoździ, ponieważ na Syberii brakowało metalu. Pomysłowość obróciła się przeciwko niemu, gdy w 1930 roku został zatrzymany przez NKWD jako potencjalny sabotażysta. Brak gwoździ w konstrukcji spichlerza wykorzystano jako argument, że inżynier planował jego zawalenie. Kondratiuk został skazany za działalność antysowiecką na trzy lata pobytu w gułagu, ale ze względu na umiejętności wysłano go do szaraszki (ośrodka więzienno-badawczego), a nie do obozu pracy. Tam najpierw rozpoczął pracę nad oceną zagranicznych maszyn górniczych do użytku w Kuzbasie i szybko wywarł wrażenie na kierowniku ośrodka. W okresie wygnania Kondratiuk pracował nad projektami inżynieryjnymi dla rolnictwa i górnictwa.
Związek Radziecki z jednej strony promował naukę i technologię, ale z drugiej swobodna wymiana pomysłów nie była mile widziana. Wynalazcy tacy jak Kondratiuk byli uważani za „burżuazyjnych intelektualistów”, którzy sprzeciwiali się komunizmowi. Wynalazcy i intelektualiści nie pasowali do uznawanego podziału społeczeństwa radzieckiego na masy pracujące i klasę polityczną, w związku z czym aparat państwa uznawał ich za zagrożenie.

### Badania nad energetyką wiatrową
Kondratiuk został zwolniony z wygnania na życzenie komisarza ludowego Sergo Ordżonikidze. Kondratiuk został zaproszony do konkursu na zaprojektowanie dużych elektrowni wiatrowych na Krymie, sponsorowanym przez Ordżonikidze. Kondratiuk wraz z towarzyszami z wygnania, inżynierami Piotrem Gorczakowem i Nikołajem Nikitinem, przedstawili projekt wysokiej na 165 m betonowej wieży podpierającej czterołopatowe śmigło o rozpiętości 80 metrów, zdolnej do wygenerowania do 12 000 kW. W 1933 Ordżonikidze wybrał ten projekt jako zwycięzcę i zaprosił zespół na spotkanie z nim w Moskwie przed wysłaniem go do Charkowa w celu sfinalizowania projektu i nadzorowania jego budowy. Podczas pobytu w Moskwie Kondratiuk miał okazję spotkać się z Siergiejem Korolowem, wówczas szefem GIRD (radzieckiej grupy badawczej ds. rakiet). Korolow zaproponował Kondratiukowi stanowisko, ale Kondratiuk odmówił, obawiając się, że kontrola NKWD ujawni jego prawdziwą tożsamość.
Kondratiuk, Gorczakow i Nikitin pracowali nad projektem energetyki wiatrowej przez następne cztery lata, aż do tajemniczej śmierci Ordżonikidze. W lutym 1938 projekt został uznany za zbyt drogi i niebezpieczny, a budowę przerwano. Nikitin wykorzystał później swoje doświadczenia w projekcie wieży Ostankino w latach 1960. Tymczasem inżynierowie podjęli pracę nad projektowaniem mniejszych turbin wiatrowych (w zakresie mocy 150-200 kW) do farm energetycznych. W tym czasie Kondratiuk dowiedział się o aresztowaniu Korolowa pod zarzutem zdrady za marnowanie czasu na projektowanie statku kosmicznego. Natychmiast postanowił pozbyć się własnych obfitych notatek na ten temat. Były sąsiad z Nowosybirska, który pomógł mu wrócić do zdrowia po epizodzie tyfusu, zgodził się zabrać zeszyty. Kondratiuk przesłał także kopię swojego opublikowanego dzieła do muzeum Ciołkowskiego w Kałudze.

### Walka i śmierć w II wojnie światowej
Kondratiuk dołączył do Armii Czerwonej jako ochotnik w czerwcu 1941 i zginął w 1942 roku. Dokładne okoliczności jego śmierci nie są znane. Jego jednostka brała udział w ciężkich walkach z niemieckimi najeźdźcami w październiku 1941 roku. Czasem jako możliwa data śmierci jest podawany 3 października, ale dowody zebrane w latach 90. sugerują, że najprawdopodobniej zginął w boju 23 lutego 1942 roku pod wsią Kriwcowo w obwodzie orłowskim.
Pojawiały się także spekulacje, jakoby Kondratiuk nie zginął, ale został pojmany przez Niemców i później pracował nad rakietami V2 pod kierunkiem Wernhera von Brauna.

## Wybrane prace
- Тем, кто будет читать, чтобы строить (Do tych, którzy będą czytali budując) (statek kosmiczny) – 1919, niepublikowana
- Завоевание межпланетных пространств (Podbój przestrzeni międzyplanetarnej) – 1925

## Upamiętnienie

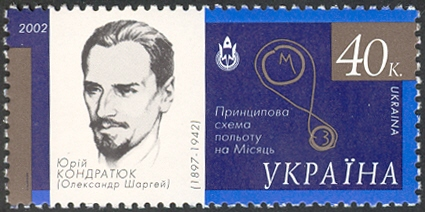
Ukraiński znaczek z 2002 upamiętniający Jurija Kondratiuka.

Manewr spotkania na orbicie księżycowej (LOR, ang. Lunar Orbit Rendezvous) został uznany za najefektywniejszy plan lotu w amerykańskim programie Apollo. Jego główny orędownik, John Houbolt przy okazji startu misji Apollo 9 wspomniał, że zna i jest pod wrażeniem prac Kondratiuka, który pół wieku wcześniej doszedł do takich samych wniosków. Praca Kondratiuka, w której został opisany ten manewr, została wydana w ZSRR dopiero w 1964 i rok później przetłumaczona na angielski. Kiedy amerykański astronauta Neil Armstrong odwiedził Związek Radziecki po swoim historycznym locie na Księżyc, zebrał garść ziemi spod domu inżyniera w Nowosybirsku, aby symbolicznie podziękować mu za wkład w loty kosmiczne. Kondratiuk został uniewinniony w 1970 roku. W 1977 roku jego siostra, Nina Szargiej, wyjaśniła okoliczności zmiany nazwiska przez brata przed komisją KC Komunistycznej Partii Ukrainy, co pozwoliło na pełną rehabilitację i przywrócenie pamięci inżyniera. Później na cześć Kondratiuka zostały nazwane muzea w Nowosybirsku i Połtawie, plac w Nowosybirsku, ulice w Połtawie, Kijowie, Moskwie i innych miastach, a także krater Kondratyuk na Księżycu i planetoida (3084) Kondratyuk odkryta w 1977 roku.
Rząd Ukrainy wydał znaczki pocztowe i monety z wizerunkiem Kondratiuka. Politechnika Połtawska nosi imię Kondratiuka od 1997 roku.
Międzynarodowa Akademia Astronautyki zaleciła, aby umieścić postać Kondratiuka wśród naukowców w Międzynarodowej Galerii Sław Kosmicznych. W 2014 roku Jurij Kondratiuk został wprowadzony do Międzynarodowej Galerii Sław Kosmicznych w Muzeum historii kosmosu w Nowym Meksyku.